# Cosmorama
Cosmorama este un oraș în São Paulo (SP), Brazilia.